# Huernia asirensis
Huernia asirensis är en oleanderväxtart som beskrevs av Plowes. Huernia asirensis ingår i släktet Huernia och familjen oleanderväxter. Inga underarter finns listade i Catalogue of Life.